# Karl-Gustaf Gunneflo
Karl-Gustaf Gunnar Gunneflo, född 22 november 1924 i Flo församling, Skaraborgs län, död 9 maj 2019 i Skara domkyrkodistrikt, Skaraborgs län, var en svensk organist, kyrkomusiker och kompositör. Han var under en period domkyrkoorganist i Skara. Gunneflo var 1959–1960 musiklärare i dåvarande Spånga Samrealskola och ledare för Sveriges Radios ungdomskör.

## Verk
- Bered min själ 1986 tonsatt texten av Gunnar Hjorth
- O himmelska Jerusalem, traditionell melodi från Älvdalen. Arrangemang från 1985 för kör eller sopran
- O Jesu gör oss väl beredda 1986 tonsatt texten av Svante Alin från 1930
- Säg mig den vägen, år 2001 arrangerat den svenska folkmelodin för Lars Linderots text från 1811.
- Vinden ser vi inte, 1993 tonsatt Anders Frostensons text